# Sacred Reich
Sacred Reich é uma banda estadunidense de thrash metal formada em Phoenix, Arizona, em 1985 pelo vocalista Dan Kelly, o baixista Phil Rind, o baterista Greg Hall e os guitarristas Jeff Martinek e Jason Rainey, que também faz algumas ilustrações cômicas da banda. Marcada pelo sarcasmo que começa no nome (Reino sagrado, em português), a banda traz letras que falam sobre temas polêmicos e consciência política, sempre com uma dose de ironia.

## História
Devido a doença de Dan, em 1985, Phil Rind substitui o vocalista e a banda grava sua primeira demo, chamada Draining You Of Life, com as músicas "Draining You Of Life", "Rest In Peace", "Sacred Reich" e "No Believers".
No ano seguinte, o Sacred Reich participa da coletânea "Metal Massacre VIII". Wiley Arnnet substitui Jeff na guitarra e em 1987 Brian Slagel, diretor executivo da Metalblade Records (Alice Cooper, Cannibal Corpse, D.R.I., Fates Warning, Armored Saint, Slayer, Destruction) assina com a banda para produzir o álbum de estreia.
No mesmo ano, é lançado Ignorance, o primeiro álbum, bem cru, que teve uma levada hardcore sem perder as raízes thrash metal e letras que falavam de racismo, guerra, dominação e alienação política. Esse álbum teve produção de Bill Metoyer que já trabalhou com bandas como Armored Saint, Corrosion of Conformity, D.R.I., Fates Warning, Flotsam & Jetsam, Slayer, Touniquet e W.A.S.P..
Chega até a ser revigorante por afastar as letras auto-absorvidas de outras bandas e artistas, e ouvir alguém falando de coisas que realmente importam. A música encontrada no segundo álbum, "The American Way", é muito mais agressiva e intensa. O Sacred Reich sempre se distanciou da maioria das bandas de thrash adicionando mensagens politicamente carregadas à suas canções, e este álbum não é excepção. De países tomarem tiros em suas próprias falhas, com músicas sobre o Apartheid na África do Sul, a banda definitivamente tinha uma mensagem e queria ser ouvida. Embora a música possa parecer menos "pesada", inofensiva em comparação ao thrash metal do álbum anterior, a banda decidiu que uma mudança no som seria necessária, em preocupação por seu lançamento apenas em 1990, época em que o thrash metal vinha perdendo espaço para o grunge. Desta forma, a banda usou de forma mais ampla o heavy metal, diminuindo consideravelmente seu som.
Apesar disso, a banda ainda conseguiu sair-se bem, com riffs rápidos, marcantes e energéticos. Algumas faixas são excelentes exemplos do que faz Sacred Reich tão grande, porém outras com pouca impressão. Os álbuns também parecem arrastar em alguns pontos, especialmente com a abertura "Love...Hate". Por manter Bill Metoyer, a gravação tem sido bem mixada, pois cada instrumento pode ser ouvido com clareza. No entanto, os pontos positivos superam os negativos em grande parte em aspectos para a composição musical, e atitude.
Em 1995. o ex-baterista Dave McClain passou a participar do Machine Head. O guitarrista Wiley Arnett passou a formar o The Human Condition, com St. Madness, vocalista do Prophet, em julho de 2000.
Em 2007, a banda se reuniu para tocar em vários shows na Europa, incluindo o Wacken Open Air.[carece de fontes?] No entanto, de acordo com uma entrevista com o baixista-vocalista, Phil Rind, não há planos de gravar um novo álbum.
Em 17 de março de 2020 faleceu o ex-guitarrista da banda, Jason Rainey, vítima de um ataque cardíaco. Ele havia deixado a banda em 2019.

## Integrantes

### Formação atual
- Phil Rind - baixo (1985-2000, 2006-), Vocal (1986-2000, 2006-)
- Wiley Arnett - guitarra solo (1986-2000, 2006-)
- Joey Radzwill - guitarra base (2019-)
- Greg Hall - bateria (1985-1991, 1996-2000, 2007-)

### Ex-integrantes
- Dan Kelly - vocal (1985-1986)
- Jeff Martinek - guitarra (1985-1986)
- Dave McClain - bateria (1991-1995)
- Jason Rainey - guitarra base (1985-2000, 2007-2019)

## Discografia
| Ano  | Álbum                | Gravadora           | Tipo de álbum                                                                                       |
| ---- | -------------------- | ------------------- | --------------------------------------------------------------------------------------------------- |
| 1985 | Draining You of Life | Lançamento Próprio  | Lançamento Próprio                                                                                  |
| 1987 | Ignorance            | Metal Blade Records | Album de Estúdio                                                                                    |
| 1988 | Surf Nicaragua       | Metal Blade Records | EP - Versão em CD tem 2 músicas bônus                                                               |
| 1989 | Alive at the Dynamo  | Roadracer Records   | EP ao vivo                                                                                          |
| 1990 | The American Way     | Enigma Records      | Album de Estúdio                                                                                    |
| 1993 | Independent          | Hollywood Records   | Album de Estúdio - A versão Japonesa inclui cover de Fear "Let's Start a War" como uma música bônus |
| 1996 | Heal                 | Metal Blade Records | Album de Estúdio - A versão Japonesa inclui cover de Fear "Beef Bologna" como uma música bônus      |
| 1997 | Still Ignorant       | Metal Blade Records | Album ao vivo (1987-1997)                                                                           |
| 2012 | Live at Wacken       | Golden Core Records | DVD ao vivo (1987-1997)                                                                             |
| 2019 | Awakening            | Metal Blade Records | Album de Estúdio                                                                                    |

### Singles
- "War Pigs" (1988) (Black Sabbath cover)
- "One Nation" (1988)
- "The American Way" (1990)
- "Crawling" (1993)
- "Sweet Leaf" (1995) (Black Sabbath cover)